# 隅田川浪五郎

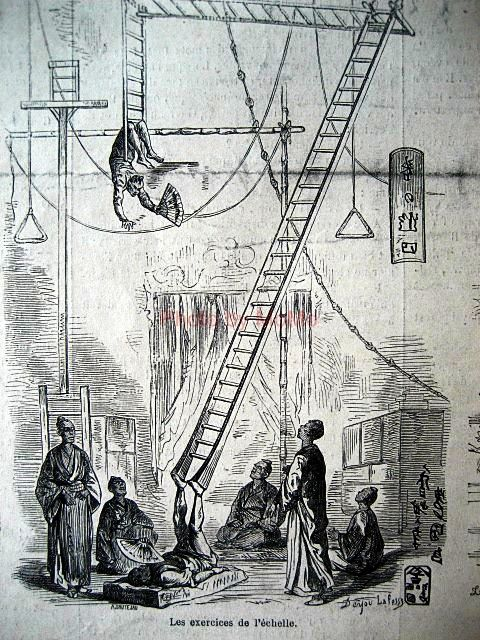
ル・モンド誌に掲載された日本帝国一座の軽業。1867年

隅田川 浪五郎（すみだがわ なみごろう、天保元年（1830年） - 没年不詳）は、幕末明治期の手品師、曲芸師である。江戸生まれ。日本で初めてパスポートを取得した人物である。

## 生涯
アメリカ人のサーカス曲芸師リチャード・リズリー・カーライル（1864年に来日し、西洋式曲芸を日本で初めて披露した）の誘いで自身の一家4名と、濱碇定吉の一家7名と、松井菊治郎の一家5名らと伴に「帝国日本芸人一座（英語: Imperial Japanese Troupe）」となった隅田川は、パリ万国博覧会出演を目指し渡米する。その際、慶應2年10月17日（1866年11月23日）付で、江戸幕府の外国奉行から印章を取得した。これが日本国旅券の第1号である。なお日本国旅券には、神田相生町に住み年齢三七歳、身長五尺と記載されていた。
一行はリズリーをマネージャーに、慶應3年1月からサンフランシスコを始め全米各地を巡業し絶賛され、4月にはジョンソン大統領にまで謁見し、その後ニューヨーク市で6週間滞在、1867年にはパリ万国博覧会に出演し、3か月フランスのパリに滞在、イギリスのロンドンで11週間の滞在を始め、オランダ・スペイン・ポルトガルなど、ヨーロッパ各地を回り、ジャパニーズ・アクロバット・ブームを引き起こした。
明治2年（1869年）に帰国、1875年にフランス人に誘われ再び出国、帰国後は「三遊亭遊成」の名で寄席に出演した。
紙で作った蝶を扇子で仰ぎ、自由に舞い遊ばせる奇術「胡蝶の舞」を得意としていた。1867年1月9日、サンフランシスコのアカデミー・オブ・ミュージックにて「Butterfly Trick(胡蝶の舞のこと)」を演じたことが記録に残っている。また、ル・モンド紙の1867年11月23日号にイラスト入りで紹介されるなど、パリでも賞賛された。